# Callalta
La Callalta (in latino Callis Alta) è l'arteria stradale che collega Treviso a Oderzo. Corrisponde a un tratto della SR 53 "Postumia".
In epoca romana il collegamento più diretto tra Tarvisium e Opitergium era rappresentato dalla via Postumia ma, dopo la caduta dell'Impero romano d'Occidente, l'incuria e le devastanti alluvioni del Piave avevano reso inagibile la strada. La strada venne costruita su un precedente tratturo di epoca pre-romana.
Solo dopo il 1000 fu costruita una nuova arteria (i primi accenni scritti sono del Duecento), che prese il nome di Callalta perché realizzata su un terrapieno, in posizione sopraelevata rispetto al territorio circostante. Giunta al Piave presso Sant'Andrea di Barbarana, superava il fiume tramite un ponte di legno (costruito nella prima metà del Duecento), da cui il toponimo "Ponte di Piave".
La strada giungeva a Oderzo attraverso il Torresin e da lì si poteva proseguire sino a Motta di Livenza.
Il fulcro vitale delle zone attraversate dalla Callalta finì per spostarsi lungo la strada: da qui la formazione dell'odierna San Biagio e la decadenza delle più antiche Cavriè e Rovarè.